# Rosa Ljung
Hedvig Rosa Alexandra Ljung, född 28 januari 1917, död 23 juli 1983, var en svensk keramiker och formgivare.
Hon studerade på Valand och var främst verksam vid Deco i Helsingborg från år 1967 och fram till sin död 1983. Hon formgav till stor del föremål med olika djurmotiv, bland annat djurfiguriner som olika fåglar, katter, hästar med mera, även krukor och vaser. Hon dekorerade ofta föremålen med små blommor som blev värdigt karakteristiska och lätta att känna igen. Produktionen vid Deco fortsatte även efter hennes död.